# Lauren Bowles
Lauren Bowles (Washington D.C., 24 maart 1973) is een Amerikaanse actrice.

## Biografie
Bowles werd geboren in Washington D.C., en is een halfzus van Julia Louis-Dreyfus (zelfde moeder).
Bowles begon in 1996 met acteren in de televisieserie Townies, waarna zij nog meerdere rollen speelde in televisieseries en films. Zij is vooral bekend van haar rol als Holly Cleary in de televisieserie True Blood, waar zij in 48 afleveringen speelde (2010-2014).
Bowles is in 2004 getrouwd met acteur Patrick Fischler waarmee zij een kind heeft.

## Filmografie

### Films
Uitgezonderd korte films.
- 2023 Night Shift - als Birdie
- 2022 Witchcraft Motion Picture Company Presents: Horror Anthology - Volume 1 - als ??
- 2021 Mona Lisa and the Blood Moon - als verpleegster
- 2018 Broken Star - als Kara
- 2016 Best Fake Friends - als Joy
- 2016 Her Last Will - als Leslie
- 2016 Is That a Gun in Your Pocket? - als Barb Archer
- 2015 Underdog Kids - als mrs. Jones
- 2013 The Starving Games – als Effoff
- 2013 Free Birds – als moeder van Jake (stem)
- 2013 Gone Missing – als Lisa
- 2011 Hall Pass – als Britney
- 2010 Starstruck – als Sherry Wilde
- 2009 Dance Flick – als Glynn
- 2009 Anatomy of Hope – als dr. Robinson
- 2007 The Heartbreak Kid – als Tammy
- 2006 Art School Confidential – als gewurgde vrouw
- 2004 Spartan – als verslaggeefster
- 2001 Ghost World – als boze verkoopster in garage
- 1997 Breast Men – als patiënte
- 1997 George of the Jungle – als vriendin van Ursula
- 1996 The Uninvited – als Sarah Parrish

### Televisieseries
Uitgezonderd eenmalige gastrollen.
- 2020 How to Get Away with Murder - als Ausa Montes - 3 afl.
- 2016-2017 Veep - als Monica - 4 afl.
- 2015 The Messengers - als senator Cindy Richards - 10 afl.
- 2010-2014 True Blood – als Holly Cleary – 48 afl.
- 2006-2008 The New Adventures of Old Christine – als Patty – 2 afl.
- 2002-2003 Watching Ellie – als Susan – 16 afl.
- 1994-1998 Seinfeld – als serveerster – 8 afl.

- Library of Congress Control Number: no2015019262
- Virtual International Authority File: 315084942
- WorldCat: E39PBJrrCGdQtwVvFB76PFGJXd